# Unken
Unken település Ausztriában, Salzburg tartományban a Zell am See-i járásban található. Területe 108,84 km², lakosainak száma 1904 fő, népsűrűsége 17 fő/km² (2014. január 1-jén). A település 564 méter tengerszint feletti magasságban helyezkedik el.
A település részei:
- Gföll (277 fő, 2011. október 31-én[3])
- Niederland (900)
- Reit (189)
- Unken (397)
- Unkenberg (162)

## Fordítás
Ez a szócikk részben vagy egészben  az   Unken című angol Wikipédia-szócikk ezen változatának fordításán alapul.  Az eredeti cikk szerkesztőit annak laptörténete sorolja fel. Ez a jelzés csupán a megfogalmazás eredetét és a szerzői jogokat jelzi, nem szolgál a cikkben szereplő információk forrásmegjelöléseként.